# 中部ライテクビジネス専門学校
中部ライテクビジネス専門学校（ちゅうぶライテクビジネスせんもんがっこう）は、三重県四日市市にある私立専修学校。

## 特色
- 実習を中心としたカリキュラムにより、自主自立と社会貢献のできる人材育成にを目的とした専修学校。
- 専門課程の2年制のカリキュラムには座学もふくまれるが、あくまで実習を中心に体験学習によって社会生活のマナーや職業意識を身につける。
- ボランティア活動などから社会貢献や必要となるコミュニケーション力を養う。

## 設置課程
専門課程（高卒2年制）
- ライフテクニック科

高等課程（中卒3年制、向陽台高等学校と技能連携）
- 普通科 ビジネスライセンスコース
  - ビジネス情報分野
  - 学力向上分野
  - 料理分野
  - 保育・介護分野

## アクセス
- 近鉄名古屋線 近鉄四日市駅より150m

## 学校法人古川学園 関連校
- 中部調理製菓専門学校
- 中部医療ビジネス専門学校
- 中部生活技術専門学校